# Іска
Іска (рум. Isca) — село у повіті Алба в Румунії. Входить до складу комуни Метеш.
Село розташоване на відстані 280 км на північний захід від Бухареста, 13 км на захід від Алба-Юлії, 76 км на південь від Клуж-Напоки.

## Населення
За даними перепису населення 2002 року у селі проживали 18 осіб, усі — румуни. Усі жителі села рідною мовою назвали румунську.